# Lexington (Míchigan)
Lexington es una villa ubicada en el condado de Sanilac en el estado estadounidense de Míchigan. En el Censo de 2010 tenía una población de 1178 habitantes y una densidad poblacional de 321,89 personas por km².

## Geografía
Lexington se encuentra ubicada en las coordenadas 43°16′2″N 82°32′13″O / 43.26722, -82.53694. Según la Oficina del Censo de los Estados Unidos, Lexington tiene una superficie total de 3.66 km², de la cual 3.63 km² corresponden a tierra firme y (0.92%) 0.03 km² es agua.

## Demografía
Según el censo de 2010, había 1178 personas residiendo en Lexington. La densidad de población era de 321,89 hab./km². De los 1178 habitantes, Lexington estaba compuesto por el 97.28% blancos, el 0.25% eran afroamericanos, el 0.17% eran amerindios, el 0.34% eran asiáticos, el 0% eran isleños del Pacífico, el 0.68% eran de otras razas y el 1.27% pertenecían a dos o más razas. Del total de la población el 1.53% eran hispanos o latinos de cualquier raza.